# Acanthomintha obovata
Acanthomintha obovata là một loài thực vật có hoa trong họ Hoa môi. Loài này được Jeps. mô tả khoa học đầu tiên năm 1925.